# Donal McKeown
Donal McKeown (ur. 12 kwietnia 1950 w Randalstown) – irlandzki duchowny katolicki, biskup Derry od 2014.

## Życiorys
Święcenia kapłańskie otrzymał 3 lipca 1977 i został inkardynowany do diecezji Down-Connor. Pełnił funkcje kapelana szpitala Mater Infirmorum w Belfaście (1977-1978) oraz nauczyciela w szkołach: St. Patrick's College w Belfaście (1978-1983), St. McNissi's College (1983-1987) oraz St. Malachy's College (1987-2001, od 1995 był także dyrektorem tej szkoły).
22 lutego 2001 papież Jan Paweł II mianował go biskupem pomocniczym diecezji Down-Connor, nadając mu stolicę tytularną Cell Ausaille. Sakry udzielił mu 29 kwietnia 2001 biskup Down-Connor - Patrick Joseph Walsh.
25 lutego 2014 został mianowany biskupem diecezjalnym Derry. Ingres odbył się 6 kwietnia 2014.